# Chris Lofton
Christopher Franklin Lofton, detto Chris (Maysville, 27 marzo 1986), è un ex cestista statunitense.

## Palmarès

### Squadra
- Campionato francese: 1

Le Mans: 2017-2018
- Coppa di Francia: 1

Le Mans: 2015-2016

### Individuale
- MVP Coppa di Francia: 1

Le Mans: 2015-2016